# 2. pěší divize legií (Polsko)
2. pěší divize legií (polsky: 2 Dywizja Piechoty (Legionów)) byla taktickou jednotkou Polské armády v meziválečném období.

## Historie
Divize vznikla v roce 1919, zúčastnila se rusko-polské války. V roce 1920 divize bojovala v bitvě na řece Němen v sestavě 3. armády. V září 1939 byla divize zařazena do sestavy armády Łódź.

## Složení
- 2. pěší pluk legií
- 3. pěší pluk legií
- 4. pěší pluk legií
- 2. lehký dělostřelecký pluk legií